# Lista chorążych reprezentacji Czadu na igrzyskach olimpijskich
Lista chorążych reprezentacji Czadu na igrzyskach olimpijskich – lista zawodników i zawodniczek reprezentacji Czadu, którzy podczas ceremonii otwarcia nowożytnych igrzysk olimpijskich nieśli flagę Czadu.

## Chronologiczna lista chorążych
| Lp. | Rok i miejsce        | Chorąży            | Dyscyplina    |
| --- | -------------------- | ------------------ | ------------- |
| 1   | 1964, Tokio          | b.d.               |               |
| 2   | 1968, Meksyk         | b.d.               |               |
| 3   | 1972, Monachium      | Ahmed Senoussi     | Lekkoatletyka |
| 4   | 1984, Los Angeles    | Ousman Miangoto    | Lekkoatletyka |
| 5   | 1988, Seul           | Paul Ngadjadoum    | Lekkoatletyka |
| 6   | 1992, Barcelona      | b.d.               |               |
| 7   | 1996, Atlanta        | Kaltouma Nadjina   | Lekkoatletyka |
| 8   | 2000, Sydney         | Gana Abba Kimet    | Lekkoatletyka |
| 9   | 2004, Ateny          | Brahim Abdoulaye   | Lekkoatletyka |
| 10  | 2008, Pekin          | Hinikissia Ndikert | Lekkoatletyka |
| 11  | 2012, Londyn         | Carine Ngarlemdana | Judo          |
| 12  | 2016, Rio de Janeiro | Bibiro Ali Taher   | Lekkoatletyka |
| 13  | 2020, Tokio          | Demos Memneloum    | Judo          |
| 13  | 2020, Tokio          | Bachir Mahamat     | Lekkoatletyka |